# Венера Счастливая
Венера Счастливая (также Venus Felix) — скульптура Венеры и её сына Купидона, неизвестного автора, которая датируется II веком нашей эры.
В настоящее время находится в одном из музеев Ватикана — Пио-Клементино, в восьмиугольном дворе Hermes Hall в портике, инвентарный № 936.

## История и описание

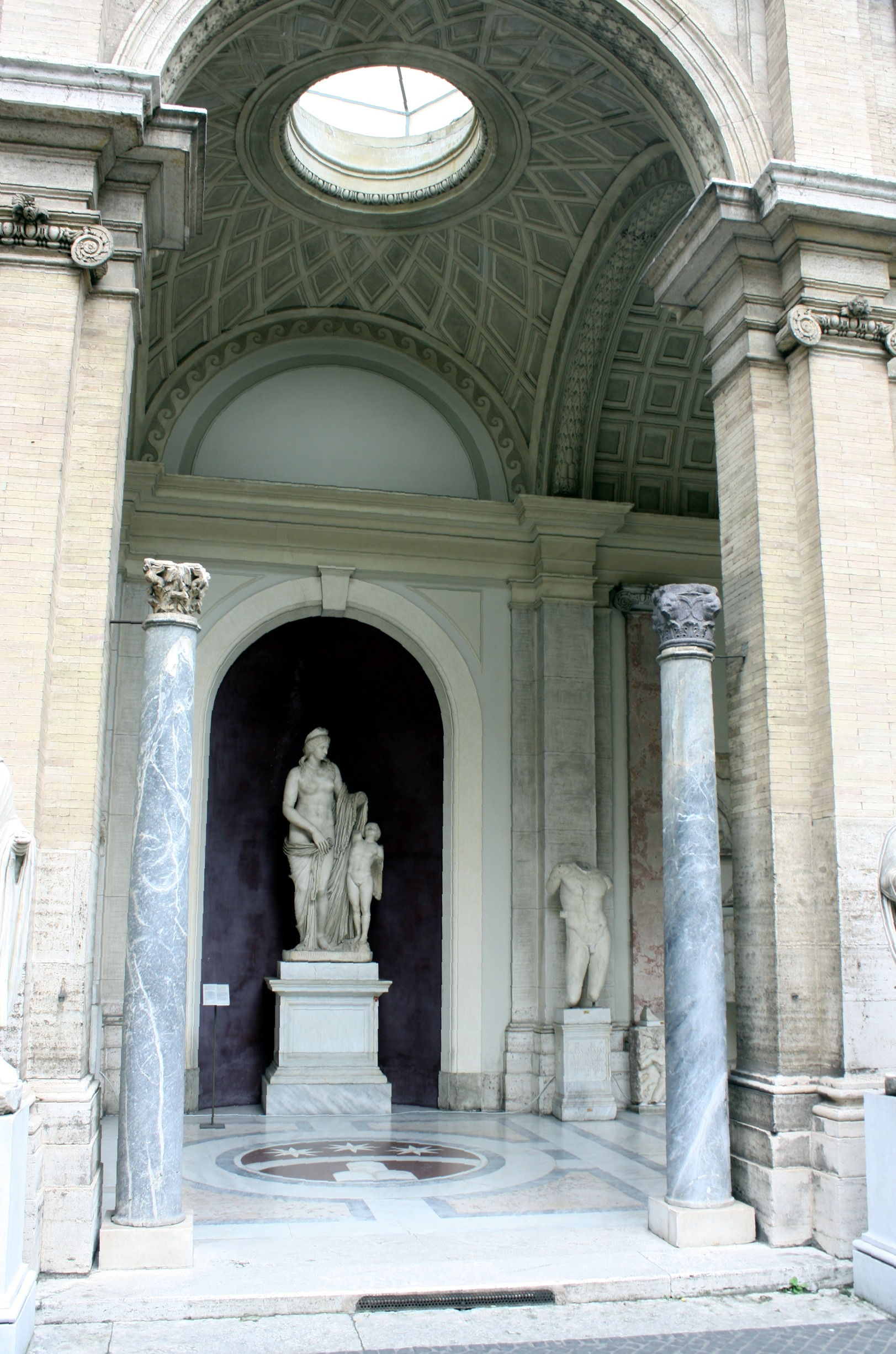
Скульптура в портике

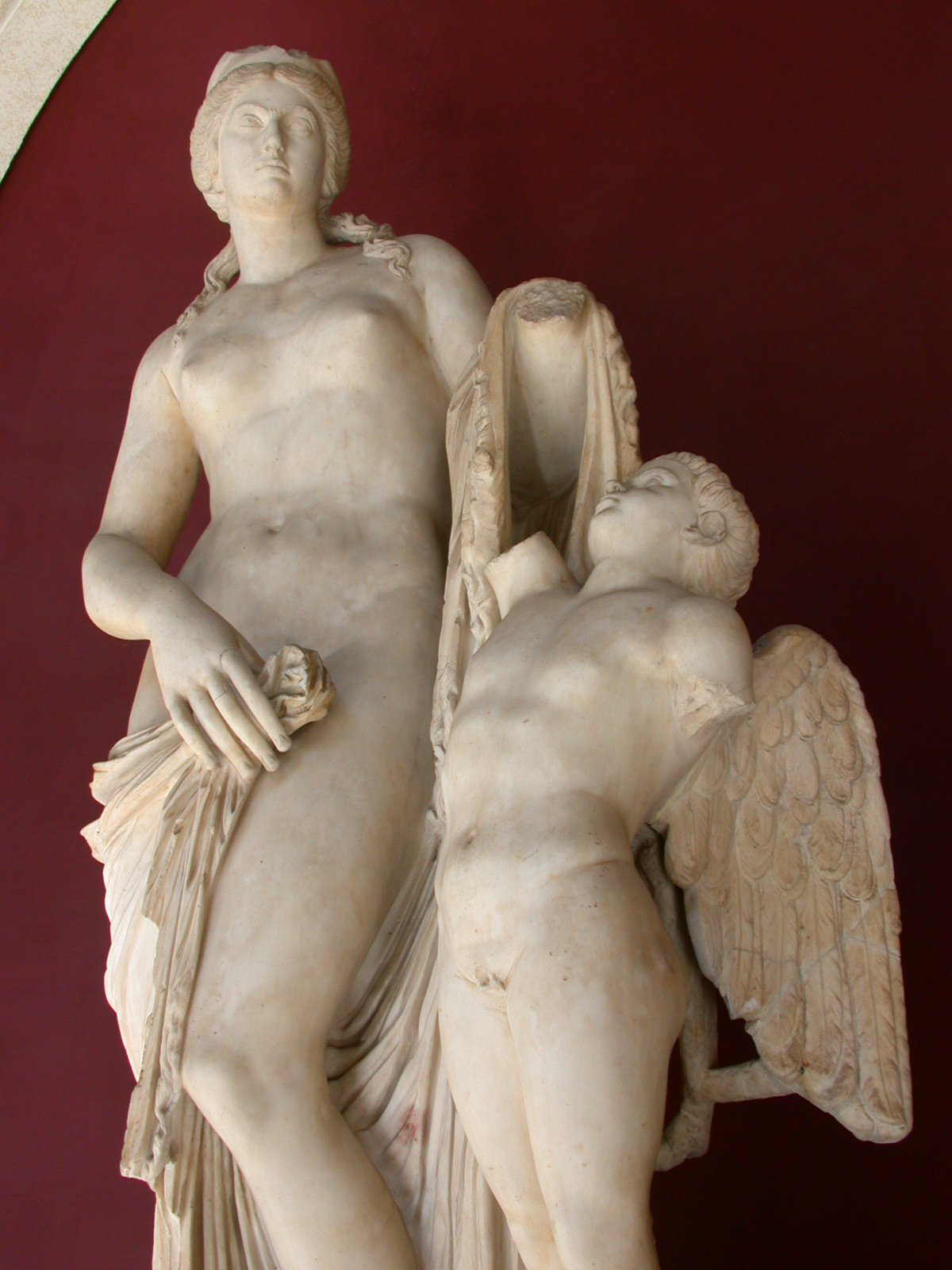
Вид вблизи

Согласно надписи на постаменте (Veneri Felici Sacrum Sallustia Helperidus), статуя Венеры Счастливой была посвящена императрице Саллюстии и её сыну Гельпидусу.
Не являясь копией, эта работа считается наследием Афродиты Книдской древнегреческого скульптора Праксителя. Скульптура имеет портретное сходство с Фаустиной Младшей — женой императора Марка Аврелия. Но не исключается, что на ней изображены Саллюстия и Гельпидус. 
Богиня с утраченной частью левой руки стоит на постаменте, опираясь на правую ногу, вместе с Купидоном на камне, у которого также отсутствуют обе руки. Венера в левой руке держит одну часть пеплоса, которым правой рукой прикрывает нижнюю часть своего обнажённого тела. Предполагают, что в левой руке она могла держать яблоко или зеркало. Также считается, что Купидон подаёт ей какой-то предмет. Волосы Венеры собраны в причёску, спадая на её плечи. На её голове находится головной убор, возможно диадема или тиара.